# Back to soul
 (avril 2017).
Si vous disposez d'ouvrages ou d'articles de référence ou si vous connaissez des sites web de qualité traitant du thème abordé ici, merci de compléter l'article en donnant les références utiles à sa vérifiabilité et en les liant à la section « Notes et références ».
Back to soul est un  album studio de la chanteuse de musique soul américaine Anna King, produit par James Brown et sorti chez Smash Records en 1964, aux États-Unis.
Cet album fait l'objet d'une réédition, en 2006, sur support CD et vinyle.

## Liste des titres
| A1. | Make Up Your Mind   | Ted Wright              | 2:46 |
| A2. | Come On Home        | Johnny Terry, T. Wright | 2:14 |
| A3. | Sittin' In The Dark | McCoy, Singleton        | 2:13 |
| A4. | That's When I Cry   | J. Cameron, H. Thor     | 2:18 |
| A5. | I Found You         | Dixon, Jackson          | 2:25 |
| A6. | I Don't Want To Cry | Jim Jam                 | 2:37 |

| B1. | If Somebody Told You               | Jim Jam                | 2:55 |
| B2. | Night Time Is The Right Time       | Leroy Carr             | 3:11 |
| B3. | Tennessee Waltz                    | King, Stewart          | 3:02 |
| B4. | Come And Get These Memories        | Holland-Dozier-Holland | 2:23 |
| B5. | If You Don't Think                 | James Brown            | 1:54 |
| B6. | Baby, Baby, Baby (avec Bobby Byrd) | Jim Jam                | 2:36 |